# Waldemar von Fahland
Adolf Karl Wilhelm Waldemar Fahland, seit 1896 von Fahland (* 4. Juni 1831 in Düsseldorf; † 9. Januar 1905 in Wiesbaden) war ein preußischer Generalmajor.

## Leben

### Herkunft
Waldemar war ein Sohn des preußischen Hauptmanns im Garde-Reserve-Regiment Gotthard Friedrich Fahland (1796–1840) und dessen Ehefrau Wilhelmine, geborene Pitzler (1804–1892).

### Militärkarriere
Nach dem Besuch der Realschule in Düsseldorf sowie der Kadettenhäuser in Bensberg und Berlin wurde Fahland am 1. April 1848 als Sekondeleutnant der 3. Ingenieur-Inspektion der Preußischen Armee aggregiert. Am 3. April 1848 wechselt er in die 7. Pionier-Abteilung und absolvierte zur weiteren Ausbildung von Oktober 1848 bis Juni 1850 die Vereinigte Artillerie- und Ingenieurschule. Im Anschluss daran kam er in die 8. Pionier-Abteilung, wurde am 30. Juli 1850 außeretatmäßiger Sekondeleutnant mit Patent vom 16. September 1848 und am 12. April 1851 in die 3. Ingenieur-Inspektion einrangiert. Fahland wurde am 8. Oktober 1852 Adjutant der 4. Pionier-Abteilung und am 30. September 1854 zu Fortifikationsarbeiten nach Wesel sowie am 6. Juni 1855 nach Köln kommandiert. Dort stieg er Mitte Februar 1856 zum Premierleutnant auf und versah ab dem 4. September 1857 seinen Dienst bei der Fortifikation in Magdeburg. Er kam am 1. April 1859 in die 3. Pionier-Abteilung und wurde am 8. November 1859 zum Hauptmann befördert. Ende September 1860 kehrte Fahland zur Fortifikation nach Magdeburg zurück und wurde am 2. April 1861 als Kompaniechef in das Pionier-Bataillon Nr. 4 versetzt. Am 21. Juli 1861 wurde er Adjutant der 3. Ingenieur-Inspektion. Im Vorfeld zum Deutschen Krieg wurde er am 3. April 1866 als Kompaniechef in das Westfälische Pionier-Bataillon Nr. 7 nach Deutz versetzt. Bei der Mobilmachung kam er am 19. Mai 1866 als Adjutant des 1. Ingenieur-Offiziers in den Stab des Oberkommandos der 1. Armee und nahm in dieser Eigenschaft an den Schlachten bei Münchengrätz und Königgrätz teil. Am 4. September 1866 kehrte Fahland in seine Friedensstellung zurück und erhielt für sein Wirken während des Krieges am 15. Januar 1867 den Roten Adlerorden IV. Klasse mit Schwertern.
Am 9. August 1868 beauftragte man Fahland mit der Führung des Ostpreußischen Pionier-Bataillons Nr. 1 in Danzig und Anfang Mai 1869 avancierte er zum Major und Bataillonskommandeur. Während des Krieges gegen Frankreich führte er sein Bataillon bei Colombey, Noisseville, Amiens, Neuilly, Servigny, Villiers, L’Orme, Louvallier, Vernicourt und Francheville sowie vor Metz, Verdun und Mézières.
Ausgezeichnet mit dem Eisernen Kreuz II. Klasse wurde Fahland nach dem Friedensschluss am 18. Oktober 1871 Kommandeur des Schleswig-Holsteinischen Pionier-Bataillons Nr. 9 und erhielt am 10. Januar 1872 nachträglich das Eiserne Kreuz I. Klasse. Am 11. Juni 1872 folgte seine Versetzung als Kommandeur des Rheinischen Pionier-Bataillon Nr. 8 nach Koblenz. Daran schloss sich am 15. September 1874 eine Verwendung als Ingenieuroffizier vom Platz in Rastatt sowie Mitte September 1874 die Beförderung zum Oberstleutnant an. Anschließend kam er am 13. April 1876 zur Vertretung des Abteilungschef in das Ingenieurkomitees, außerdem wurde er am 18. Mai 1876 Mitglied der Prüfungskommission des Ingenieurkorps. Am 22. März 1877 wurde er zum Oberst befördert und am 15. Mai 1877 zum Inspekteur der Militärtelegraphie ernannt. Anschließend wechselt er am 14. Oktober 1880 als Inspekteur in die 2. Pionier-Inspektion und erhielt Mitte September 1882 den Kronen-Orden II. Klasse. Unter Verleihung des Charakters als Generalmajor wurde Fahland am 12. Juni 1883 mit Pension zur Disposition gestellt.
Anlässlich des 25. Jahrestages der Kaiserproklamation erhob ihn Wilhelm II. am 18. Januar 1896 in den erblichen preußischen Adelsstand. Er starb am 9. Januar 1905 in Wiesbaden und wurde dort beigesetzt.

### Familie
Fahland heiratete am 2. Juni 1867 in Köln Auguste Paas-Wever (1842–1936). Das Paar hatte mehrere Kinder:
- Egon (* 1868), preußischer Hauptmann der Artillerie
- Waldemar (* 1871), preußischer Oberst a. D. der Artillerie[2] ⚭ 1905 Hilda Müller-Stern (1884–1949), eine Tochter des Frankfurter Bankiers Paul Müller und der Charlotte Lina Stern
- Else (* 1877) ⚭ 1915 Eugen von Tarnóczy (1886–1978)